# District hydrographique

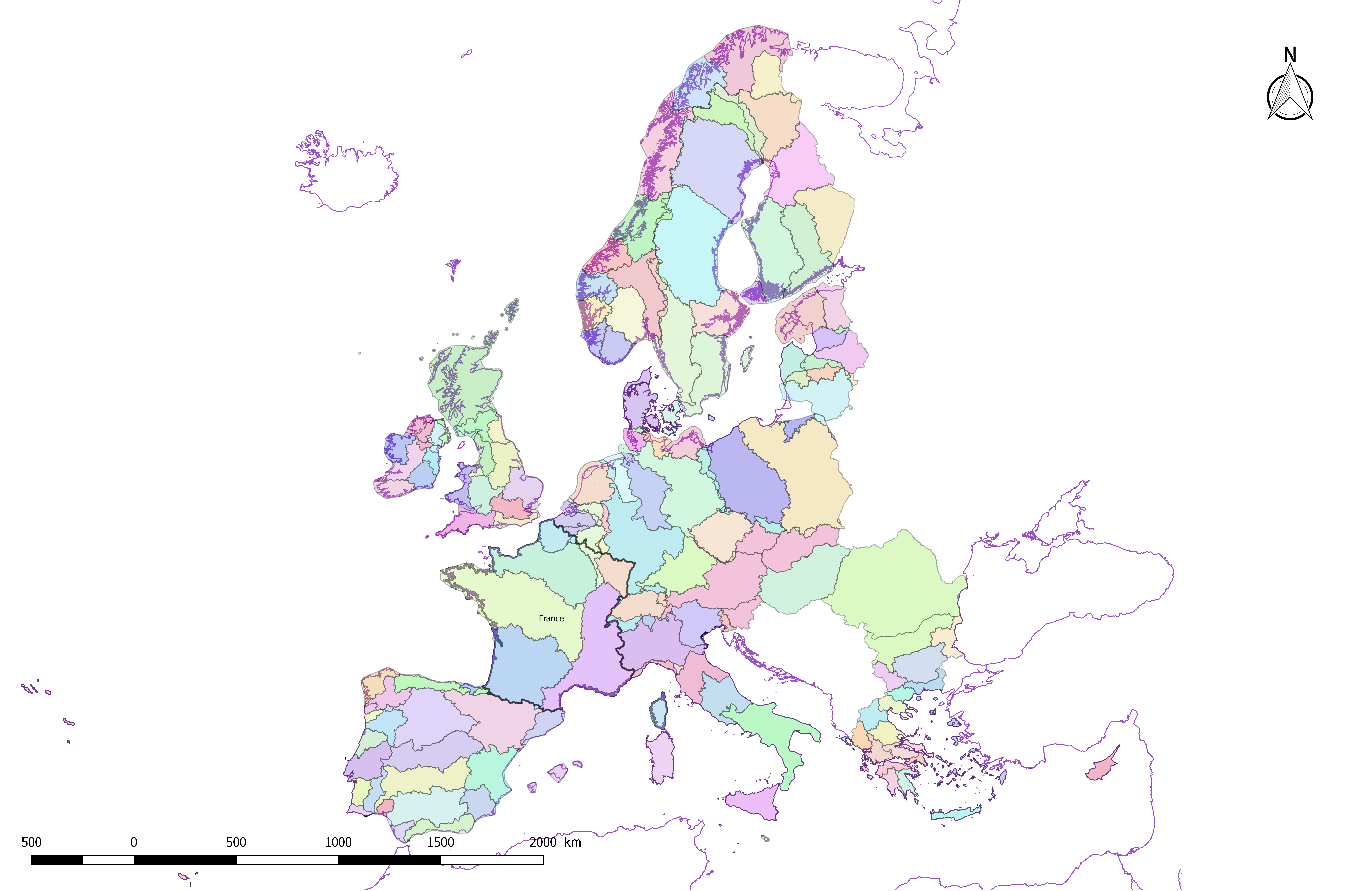
Carte européenne des districts hydrographiques.

Au sens de la Directive cadre sur l'eau (DCE), dans l’union européenne, un district hydrographique est une « zone terrestre et maritime, composée d'un ou plusieurs bassins hydrographiques ainsi que des eaux souterraines et eaux côtières associées, identifiée comme principale unité aux fins de la gestion des bassins hydrographiques ».
Les districts hydrographiques ont été créés en 2000 sur le modèle des agences de bassin.

## Répartition par pays

### France
Quatorze districts hydrographiques, ou « bassins DCE », couvrent le territoire français dont neuf en métropole. Les principales caractéristiques de ces districts sont présentées dans le tableau ci-après,

La France métropolitaine compte 9 districts hydrographiques, regroupés en 6 grands bassins DCE.

| Code eur. bassin DCE | Nom du bassin DCE                                                                                | Frontalier ou transfrontalier | Code eur. district | Nom du district | Surface (en km2) |
| -------------------- | ------------------------------------------------------------------------------------------------ | ----------------------------- | ------------------ | --------------- | ---------------- |
| FRA                  | L'Escaut, la Somme et les cours d'eau côtiers de la Manche et de la mer du Nord                  | Oui                           | EU33               | Escaut-Somme    | 19 362           |
| FRB1                 | La Meuse                                                                                         | Oui                           | EU3                | Meuse           | 7 812            |
| FRB2                 | La Sambre                                                                                        | Oui                           | EU3                | Meuse           | 1 103            |
| FRC                  | Le Rhin                                                                                          | Oui                           | EU36               | Rhin            | 23 727           |
| FRD                  | Le Rhône et les cours d'eau côtiers méditerranéens                                               | Oui                           | EU35               | Rhône           | 123 547          |
| FRE                  | Les cours d'eau de la Corse                                                                      | Non                           | FRL                | Corse           | 10 824           |
| FRF                  | L'Adour, la Garonne, la Dordogne, la Charente et les cours d'eau côtiers charentais et aquitains | Oui                           | FRF                | Adour-Garonne   | 118 683          |
| FRG                  | La Loire, les cours d'eau côtiers vendéens et bretons                                            | Non                           | FRG                | Loire           | 169 162          |
| FRH                  | La Seine et les cours d'eau côtiers normands                                                     | Oui                           | EU31               | Seine           | 96 418           |
| FRI                  | Les cours d'eau de la Guadeloupe                                                                 | Non                           | FRI                | Guadeloupe      | 1 705            |
| FRJ                  | Les cours d'eau de la Martinique                                                                 | Non                           | FRJ                | Martinique      | 1 108            |
| FRK                  | Les fleuves et cours d'eau côtiers de la Guyane                                                  | Non                           | FRK                | Guyane          | 83 893           |
| FRL                  | Les cours d'eau de La Réunion                                                                    | Non                           | FRL                | La Réunion      | 2 502            |
| FRM                  | Les cours d'eau de Mayotte                                                                       | Oui                           | FRM                | Mayotte         | 366              |